# Dominique Hé

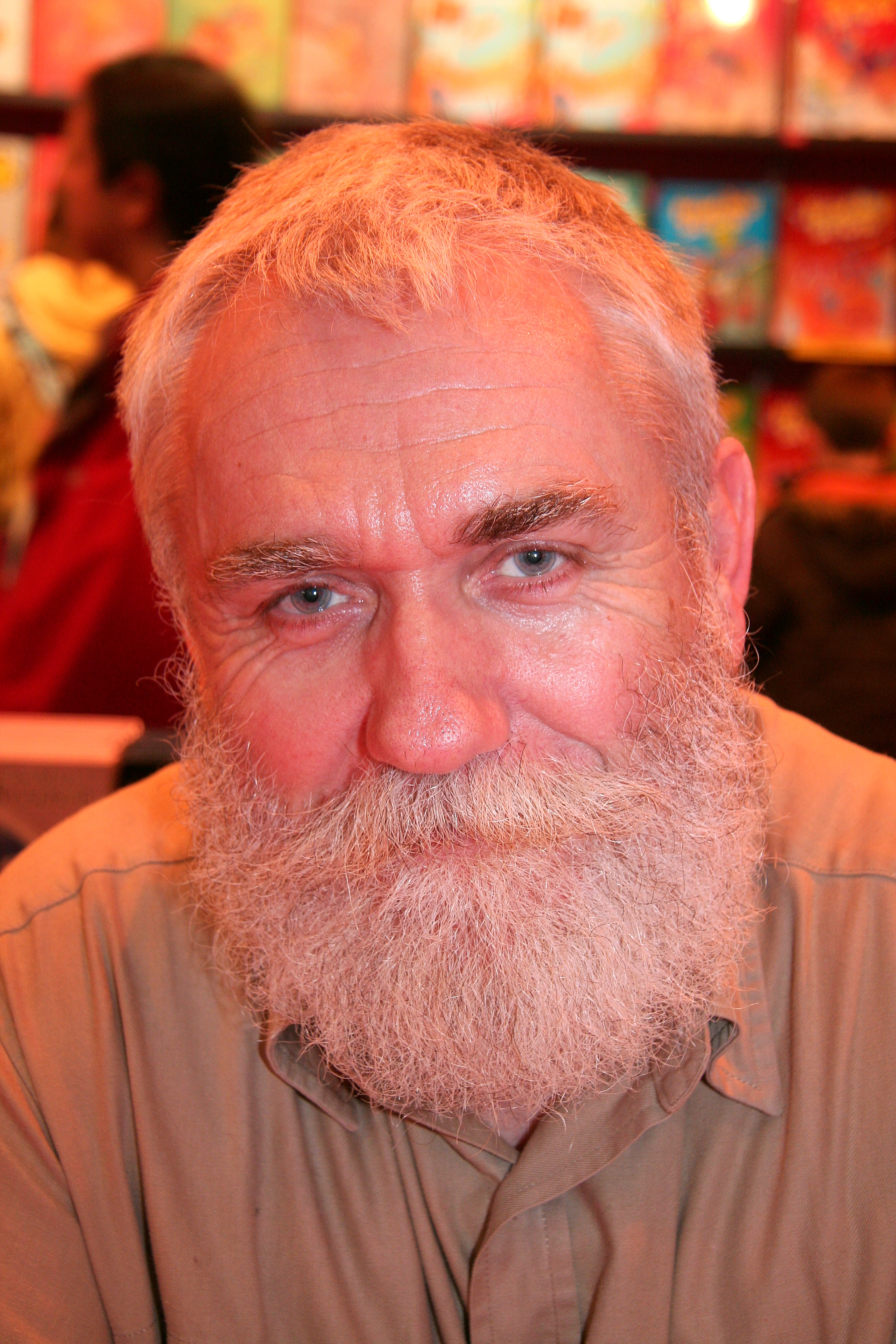
Dominique Hé (2008)

Dominique Hé (* 12. Juli 1949 in Sables-d’Olonne) ist ein französischer Comiczeichner.

## Leben
Nach einem Kunststudium in Paris veröffentlichte er Kurzgeschichten in Pilote und später Métal hurlant. 1980 entstand die Albenserie Marc Mathieu (deutsch: Ein Abenteuer des Marc Marell, Carlsen), eine Thriller-Serie mit Fantasy- und Wissenschafts-Elementen. Für den französischen Verlag Glénat zeichnete er die Albenserien Mémoires d’un Aventurier, Tanatha, Sophaletta und Secrets Bancaires.

## Alben
- Ein Abenteuer des Marc Marell (5 Alben, Carlsen Verlag 1983–1988)